# 15041 Paperetti
15041 Paperetti este un asteroid din centura principală de asteroizi.

## Descriere
15041 Paperetti este un asteroid din centura principală de asteroizi. A fost descoperit pe 8 decembrie 1998 la San Marcello Pistoiese de Luciano Tesi și Andrea Boattini. Asteroidul prezintă o orbită caracterizată de o semiaxă mare de 2,26 ua, o excentricitate de 0,17 și o înclinație de 5,8° în raport cu ecliptica.